# Conopsia bicolor
Conopsia bicolor is een vlinder uit de familie wespvlinders (Sesiidae), onderfamilie Tinthiinae.
Conopsia bicolor is voor het eerst wetenschappelijk beschreven door Le Cerf in 1917. De soort komt voor in het Afrotropisch gebied.